# Belotinac
Belotinac (en serbe cyrillique : Белотинац) est une localité de Serbie située dans la municipalité de Doljevac, district de Nišava. Au recensement de 2011, elle comptait 1 254 habitants.
Belotinac est officiellement classé parmi les villages de Serbie.

## Démographie
| 1948  | 1953  | 1961  | 1971  | 1981  | 1991  | 2002  | 2011  |
| ----- | ----- | ----- | ----- | ----- | ----- | ----- | ----- |
| 1 129 | 1 223 | 1 301 | 1 293 | 1 292 | 1 387 | 1 321 | 1 254 |

|  |